# Peter Gardos
Peter Gárdos (ur. 8 czerwca 1948 w Budapeszcie) – węgierski reżyser i scenarzysta filmowy. 
Studia filmowe ukończył w 1971. Jest autorem wielu filmów dokumentalnych i fabularnych, z których najbardziej znany jest komediodramat Koklusz (1987) o wydarzeniach rewolucji 1956 widzianej z perspektywy dziecka. 
Obecnie prowadzi w Budapeszcie własny teatr.